# Mariä Himmelfahrt (Weißenhorn)

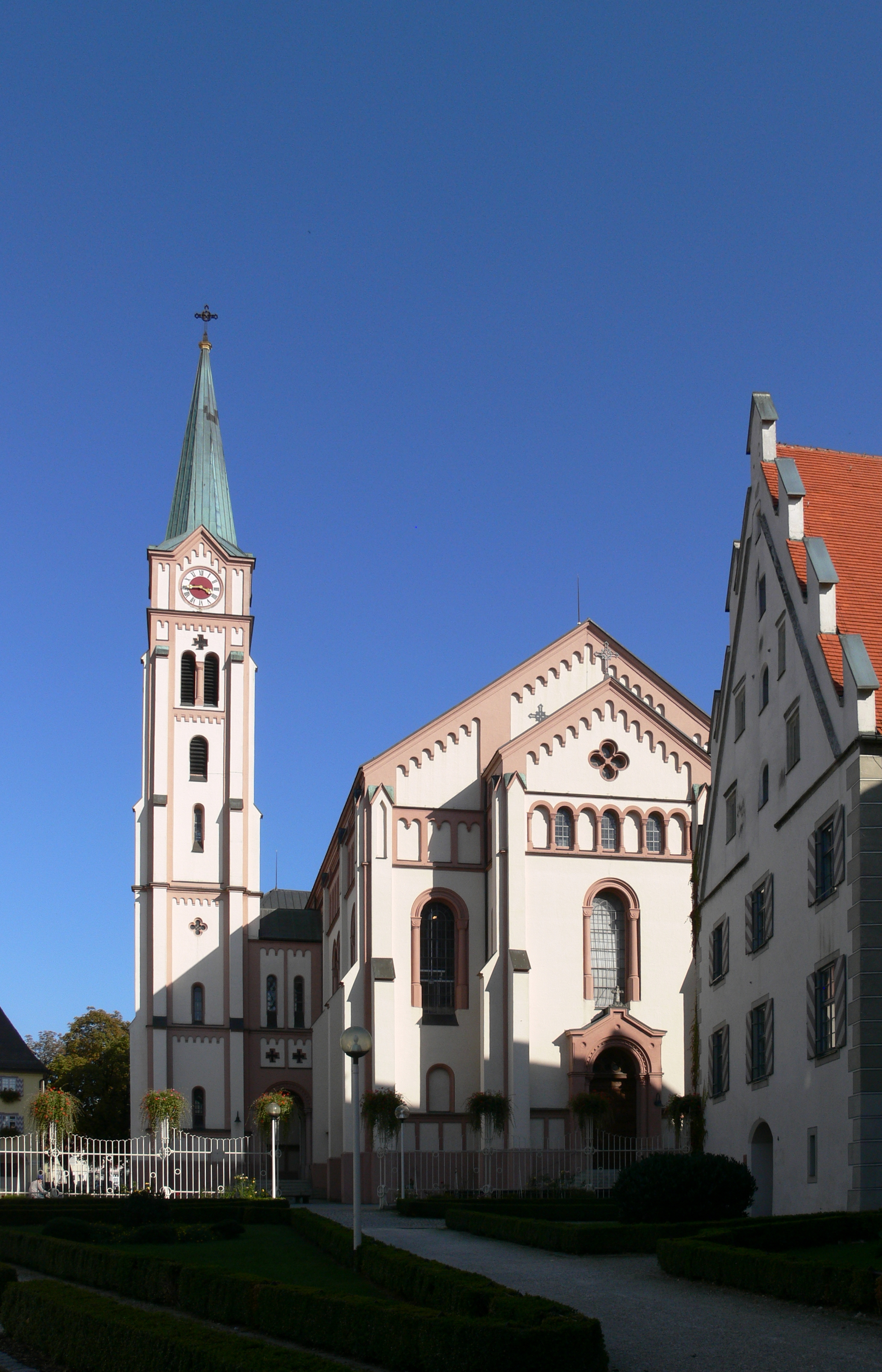
Stadtpfarrkirche Weißenhorn, Ansicht von Westen

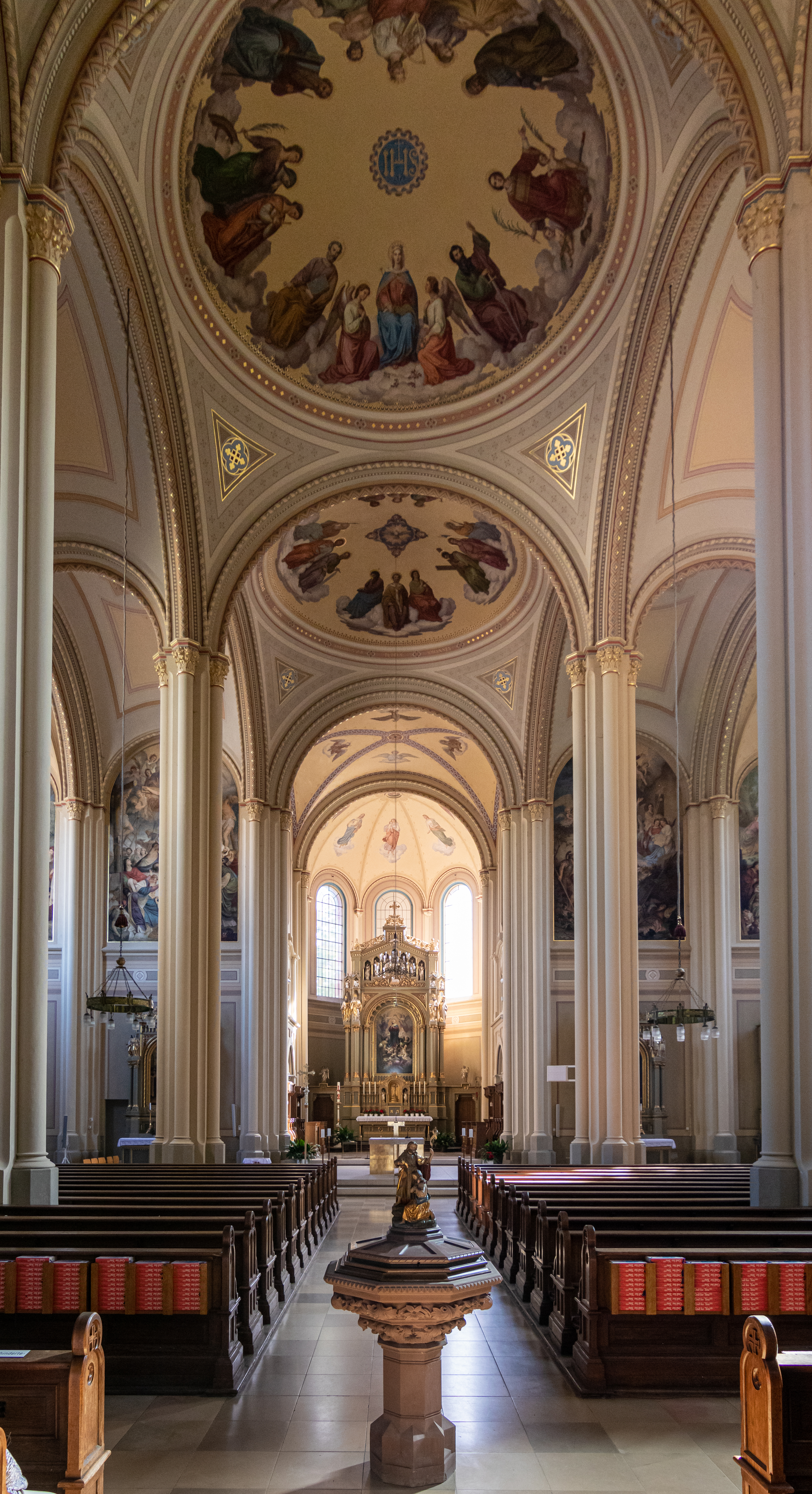
Innenraum

Die Stadtpfarrkirche Mariä Himmelfahrt ist eine römisch-katholische Pfarrkirche in Weißenhorn im Bistum Augsburg.

## Geschichte
Am 22. Februar 1859 stürzten das Mittelschiff und das rechte Seitenschiff der alten Weißenhorner Kirche während der Frühmesse ein. In den Folgejahren wurde zunächst über einen Wiederaufbau diskutiert. Letztlich entschied man sich für einen völligen Neubau. Das erhaltene Mobiliar wurde in eine Interimskirche verbracht. Der Abbruch der Ruine der alten Kirche erfolgte im Jahr 1863.
Der Bau der heutigen Kirche wurde nach Plänen des Münchner Oberbaurats August von Voit am 1. Mai 1865 begonnen und im Jahr 1869 vollendet.

## Baubeschreibung
Die etwa 2000 Personen Platz bietende Kirche ist eine Hallenkirche mit drei gleich hohen Schiffen. Die Gewölbe ruhen auf schlanken, neugotischen Säulen. Der Turm hat eine Höhe von 70 Metern.

## Ausstattung
Die Gewölbe des Mittelschiffs und die Apsis wurden von dem Kunstmaler Hugo Barthelme mit Fresken im Nazarenerstil ausgemalt. An den Wänden des östlichen Querhausarms hängen Werke des Künstlers Andreas Müller, die dieser in den Jahren 1875 bis 1877 schuf.

### Altäre
Der etwa zehn Meter hohe Hochaltar und vier Seitenaltäre wurden von dem Augsburger Künstler Joseph Hieber im neuromanischen Stil geschaffen. Zwei Seitenaltäre, die den Chorbogen flankieren, sind der heiligen Anna und der Schmerzensmutter (Vesperbild) geweiht. In den Querhausarmen befanden sich zwei weitere Seitenaltäre; erhalten ist nur der Altar der heiligen Barbara am südlichen Querhauspolygon.

### Sonstiges
Bemerkenswert sind die 14 Kreuzwegstationen an den Außenwänden der Seitenschiffe. Es handelt sich um Terrakottareliefs aus der Zeit um 1870, geschaffen von Anton Ganser. Der neugotische Taufstein aus Sandstein stammt aus dem Jahr 1870.

### Orgel

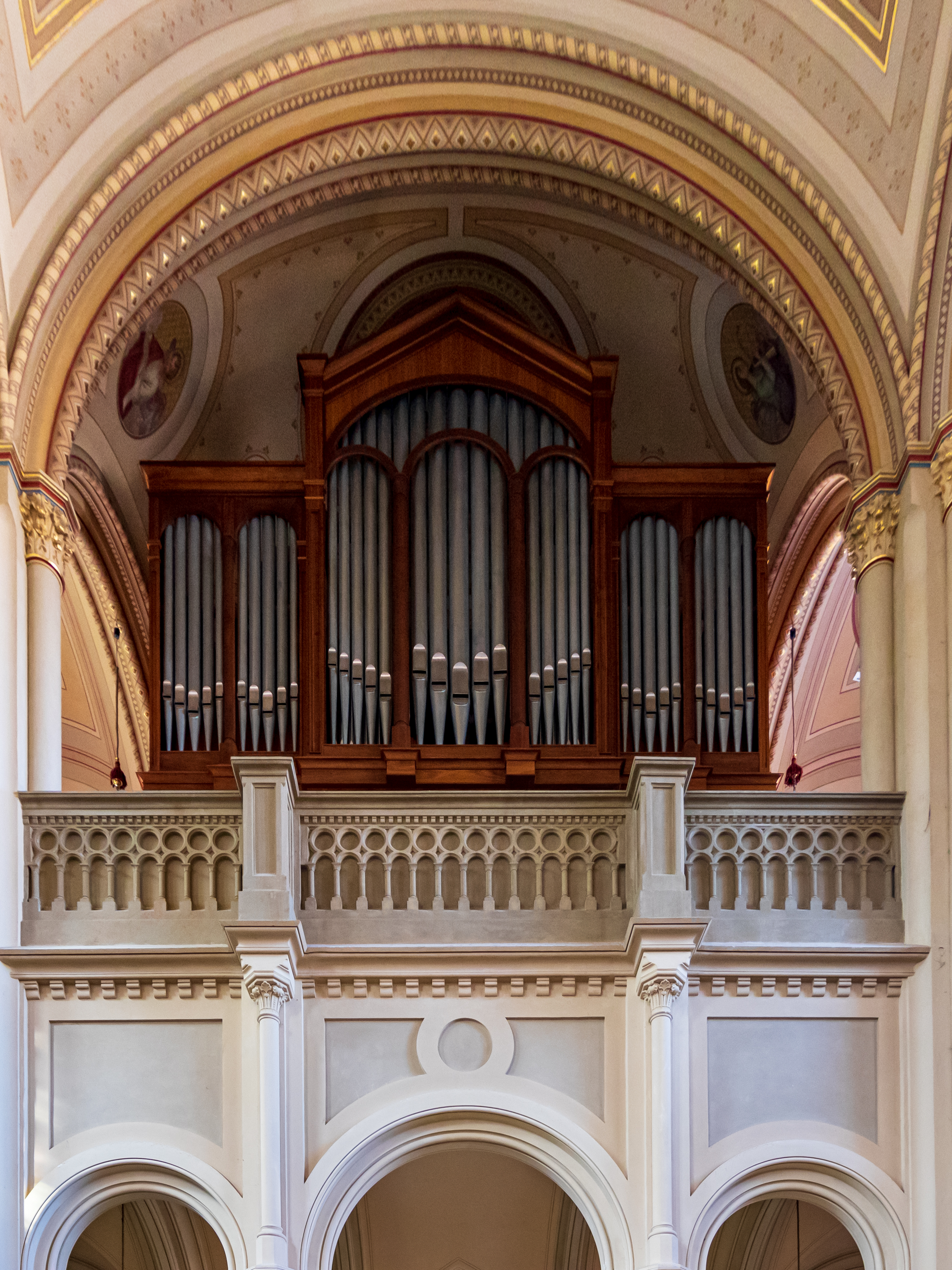
Die Steinmeyer-Orgel

Die Orgel war 1959 von dem Orgelbauer G. F. Steinmeyer (Oettingen) als Wandnischenorgel für den Großen Saal der Staatlichen Hochschule für Musik in München gebaut worden, wo sie fast 40 Jahre lang die Ausbildung in der Kirchenmusik prägte. In den 1980er Jahren wurde das Instrument dort aufgegeben und eingelagert.
Im Jahr 2004 wurde die Orgel nach Weißenhorn verkauft und von der Orgelbaufirma Klais (Bonn) als freistehendes Instrument in einem neuen Gehäuse aus Eichenholz auf der Empore aufgestellt. Das Instrument zählt als Opus 1827 der Orgelbaufirma Klais. Die Neukonzeption erstellte deren Chefkonstrukteur Hans-Wolfgang Theobald.
Das Instrument hat 53 Register auf drei Manualwerken und Pedal. Die Spiel- und Registertrakturen sind elektro-pneumatisch.
| I Hauptwerk C–g3 |                 |       |
| 1.               | Bordun          | 16′   |
| 2.               | Principal       | 8′    |
| 3.               | Violflöte       | 8′    |
| 4.               | Gedackt         | 8′    |
| 5.               | Octave          | 4′    |
| 6.               | Rohrflöte       | 4′    |
| 7.               | Rauschpfeife II | 2 ⁄3′ |
| 8.               | Octave          | 2′    |
| 9.               | Kornett V       | 8′    |
| 10.              | Mixtur IV-VI    | 1 ⁄3′ |
| 11.              | Trompete        | 8′    |

| II Positiv C–g3 |                 |       |
| 12.             | Gedackt         | 8′    |
| 13.             | Quintade        | 8′    |
| 14.             | Principal       | 4′    |
| 15.             | Gedacktflöte    | 4′    |
| 16.             | Waldflöte       | 2′    |
| 17.             | Quinte          | 1 ⁄3′ |
| 18.             | Sesquialtera II | 2 ⁄3′ |
| 19.             | Scharff IV      | 2⁄3′  |
| 20.             | Ranckett        | 16′   |
| 21.             | Krummhorn       | 8′    |
| 22.             | Regal           | 4′    |
|                 | Tremulant       |       |

| III Schwellwerk C–g3 |                 |       |
| 23.                  | Rohrgedackt     | 16′   |
| 24.                  | Holzflöte       | 8′    |
| 25.                  | Schweizerpfeife | 8′    |
| 26.                  | Schwebung       | 8′    |
| 27.                  | Principal       | 4′    |
| 28.                  | Koppelflöte     | 4′    |
| 29.                  | Quinte          | 2 ⁄3′ |
| 30.                  | Flachflöte      | 2′    |
| 31.                  | Sifflöte        | 1′    |
| 32.                  | Hintersatz VI   | 2′    |
| 33.                  | Trompete        | 16′   |
| 34.                  | Trompete        | 8′    |
| 35.                  | Oboe            | 8′    |
| 36.                  | Trompete        | 4′    |

| Pedalwerk C–f1 |                   |         |
| 37.            | Principal         | 16′     |
| 38.            | Streichbass       | 16′     |
| 39.            | Subbass           | 16′     |
| 40.            | Quinte            | 10 2⁄3′ |
| 41.            | Octave            | 8′      |
| 42.            | Flötbass          | 8′      |
| 43.            | Gemshorn          | 8′      |
| 44.            | Choralbass        | 4′      |
| 45.            | Nachthorn gedeckt | 4′      |
| 46.            | Rohrpfeife        | 2′      |
| 47.            | Basscornett IV    | 5 1⁄3′  |
| 48.            | Mixtur IV         | 2′      |
| 49.            | Posaune           | 16′     |
| 50.            | Dulcian           | 16′     |
| 51.            | Trompete          | 8′      |
| 52.            | Trompete          | 4′      |
| 53.            | Cornett           | 2′      |
|                | Tremulant         |         |

- Koppeln: II/I, III/I, III/II, I/P, II/P, III/P